# Nothanguina cecidoplastes
Nothanguina cecidoplastes är en rundmaskart. Nothanguina cecidoplastes ingår i släktet Nothanguina och familjen Neotylenchidae. Inga underarter finns listade i Catalogue of Life.